# Radovlja
Radovlja je naselje v Občini Šmarješke Toplice.